# سیارک ۱۱۱۹۱
سیارک ۱۱۱۹۱ (به انگلیسی: 11191 Paskvic، نامگذاری:1998XW16) یازده هزار و صد و نود و یکمین سیارک کشف شده‌است که در ۱۵ دسامبر ۱۹۹۸ کشف شد.
قدر مطلق سیارک برابر ۴۲.۶ است.